# G. H. Mumm
G. H. Mumm ist der Name eines Champagnerproduzenten in  Reims. Die Société G. H. Mumm et Cie gehört zur Firmengruppe Pernod Ricard. Die Marke G. H. Mumm, kurz Mumm genannt, ist als „Schüttelchampagner“ bei jeder Siegerehrung der Formel 1 (bis 2017) wie auch der Rallye-Weltmeisterschaften bekannt.

## Geschichte

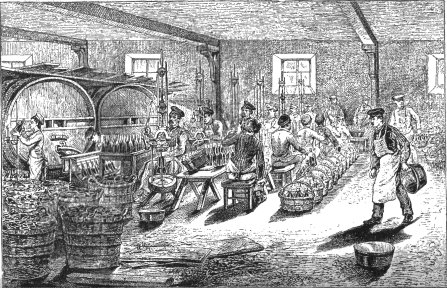
Tiragekeller von G. H. Mumm, 1879

Das Haus Mumm wurde 1827 durch die drei deutschen Brüder Gottlieb, Jacobus und Philipp Mumm und dem Brühler Friedrich Giesler gegründet. Sie benannten es nach ihrem Vater, dem Bankier und Weinhändler Peter Arnold Mumm, der aus Solingen stammte und seit 1761 in Köln Wein herstellte und verkaufte, P. A. Mumm & Co. Gottlieb Mumm hatte durch Weinspekulation mit dem sogenannten „Kometenjahrgang“ des Schlosses Johannisberg große Gewinne gemacht und daraufhin in Johannisberg ein  Weingut gegründet, das später G. H. von Mumm genannt wurde.
Nach dem Tod von Gottlieb Mumm kam es 1852 zur Aufspaltung in die zwei Unternehmen G. H. Mumm & Co. (nach Gottlieb Mumms Sohn Georg Hermann) und Jules Mumm & Co. (nach Jacobus Mumms Sohn Julius Engelbert). Jules Mumm nutzte in seiner Firma die Bekanntheit des roten Bandes der Ehrenlegion als Wiedererkennungszeichen für die Marke Mumm; die Marke „Cordon Rouge“ wurde geboren. Flaschen dieser Marke führte der französische Polarforscher Jean-Baptiste Charcot bei seiner zweiten Antarktisexpedition (1903–1905) mit sich. Zum Dank dafür benannte Charcot die Mumm-Inseln vor der Westküste der Antarktischen Halbinsel nach dem Unternehmen. 1910 erwarb die Firma G. H. Mumm & Co. die Rechte der Marke Jules Mumm.
Zu Beginn des Ersten Weltkrieges wurde der in Reims lebende Teil der Familie Mumm, der nie die französische Staatsbürgerschaft angenommen hatte, enteignet und ging zurück nach Deutschland. 1920 wurde die Société G. H. Mumm in Reims neu gegründet. Zwei Jahre später wurde das Sekthaus Mumm & Co. in Frankfurt am Main von Godefroy H. Mumm gegründet, das sich seit 1933 – als Abgrenzung zu dem französischen Unternehmen – G. H. von Mumm & Co. Sektkellerei nannte. Während der deutschen Besetzung Frankreichs im Zweiten Weltkrieg übernahm die Familie Mumm kurzzeitig die Leitung von G. H. Mumm, was aber nach der Befreiung sofort annulliert wurde.
1970 übernahm der kanadische Getränkekonzern Seagram sowohl das deutsche Sekthaus als auch das Champagnerunternehmen in Reims. Seagram verkaufte 2001 die Spirituosensparte samt der Champagnermarke G. H. Mumm an Pernod Ricard. Das Sekthaus Mumm mit den Marken Mumm, Jules Mumm und MM Extra wurde am 16. Januar 2002 von Rotkäppchen übernommen und der Name Mumm ging in den neuen Firmennamen Rotkäppchen-Mumm Sektkellereien ein.

Fünfteiliges Mosaik am Haus G.H. Mumm in Reims